# Seekapelle Bregenz

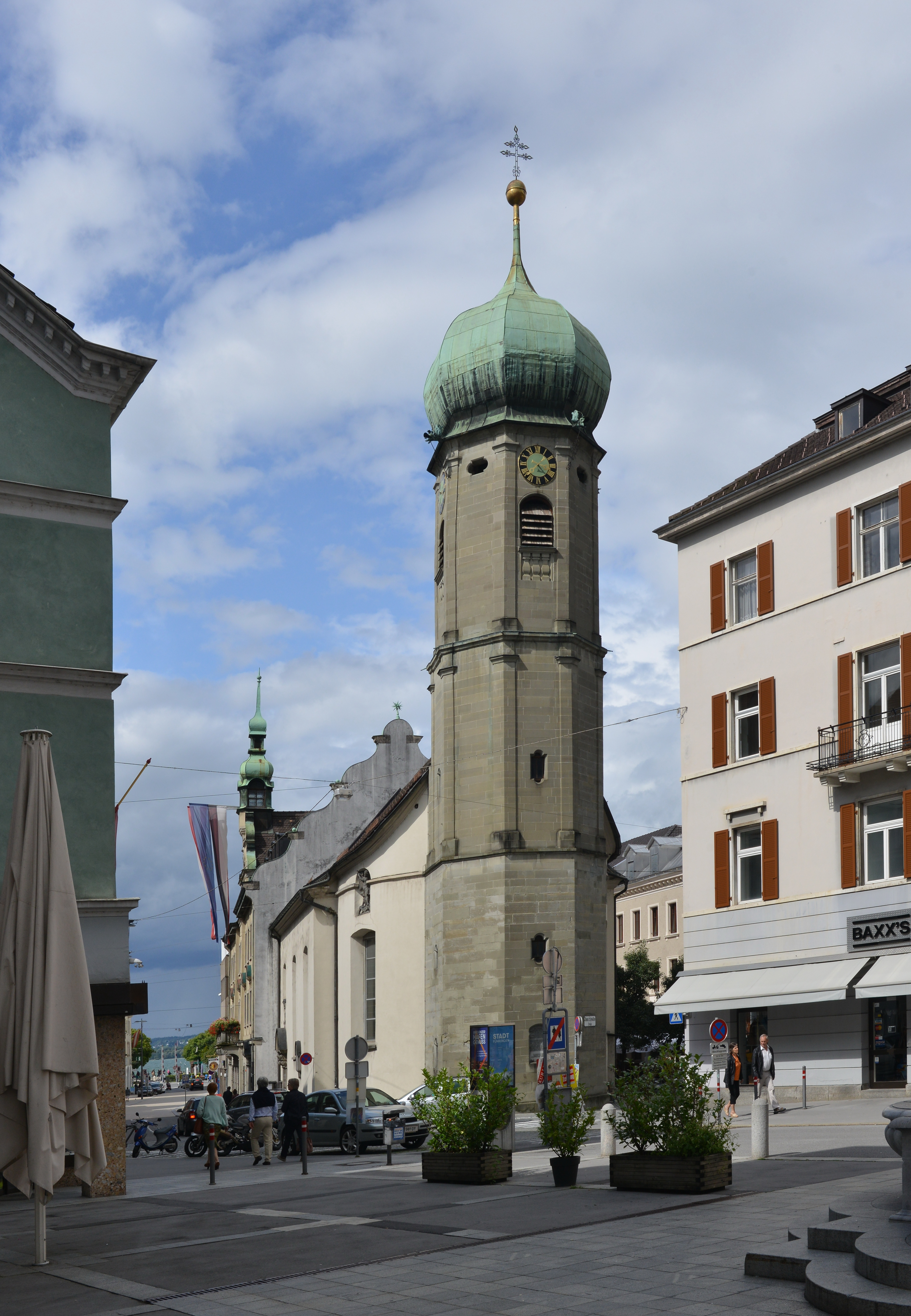
Seekapelle Bregenz

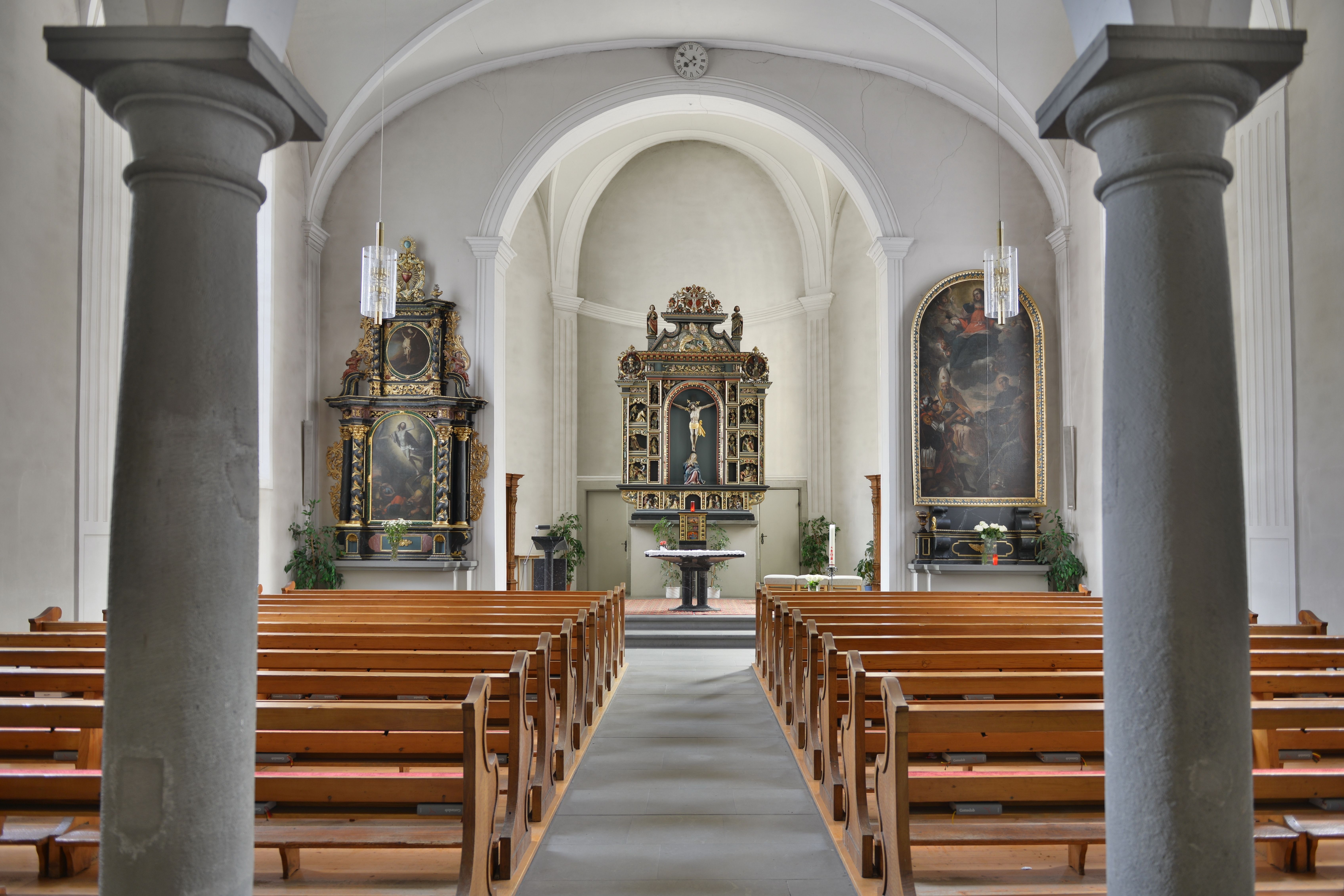
Innenansicht

Die Seekapelle ist eine Messkapelle an der Rathausstraße in Bregenz im Vorarlberger Bezirk Bregenz. Die 1663 errichtete Kapelle ist dem heiligen Georg und Unserer Lieben Frau geweiht. Die Kapelle gehört zur Pfarre Bregenz-St. Gallus im Dekanat Bregenz der Diözese Feldkirch. Die Kapelle steht unter Denkmalschutz (Listeneintrag).

## Lagebeschreibung
Die Kapelle steht an der Kreuzung der Anton-Schneider-Straße und der Rathausstraße im Stadtzentrum von Bregenz, unmittelbar in der Nähe des Leutbühels. An der Westseite schließt das Rathaus Bregenz direkt an die Kapelle an.

## Geschichte
Die Kapelle wurde zur Erinnerung an den Sieg in der Schlacht bei Bregenz am 13. Januar 1408 im Zuge der Appenzellerkriege von der Stadt Bregenz gestiftet und 1445 am Seeufer erbaut. Sie wurde dem heiligen Georg, dem Drachenbesieger – siehe St.-Jörgen-Schild –, und dem heiligen Hilarius von Poitiers, dem Tagesheiligen der Schlacht (13. Januar), geweiht. Die Kirche wurde um 1500 neu errichtet und 1644 vergrößert. Die heutige Kirche wurde in den Jahren 1696 bis 1698 von der Stadt Bregenz und der Familie Deuring nach Plänen von Christian Thumb von Maurermeister Kaspar Held neu erbaut. 1989/90 wurde das Innere nach Plänen von Architekt Klaus Reininger renoviert.

## Architektur
Kirchenäußeres
Die Kirche ist ein einfacher Langhausbau mit eingezogenem, an den Schrägseiten eingerundetem Chor mit Flachbogenfenstern. Langhaus und Chor liegen unter einem gemeinsamen Satteldach. An der Stirnseite des Chores ist ein dreigeschoßiger, achteckiger Turm mit Zwiebelhelm angebaut. Die Obergeschoße des Turmes sind durch ein Gesims und übereck gezogene Pilaster gegliedert. Im dritten Obergeschoß befinden sich drei Klangfenster mit Balustraden. Über den plastisch gegliederten Portalen stehen Nischenfiguren: Über dem Südportal ist eine Figur des heiligen Nikolaus und über dem Nordportal eine Figur des heiligen Hilarius. An den gerundeten Chorseiten sind über dem Südfenster der heilige Michael und über dem Nordfenster der heilige Georg dargestellt. Alle Figuren stammen wohl von Johann Winkel aus der Zeit um 1700. An der Südseite der Kapelle des Langhauses hängt eine Gedenktafel an den Bregenzer Mundartdichter Kaspar Hagen von Albert Bechtold aus dem Jahr 1923. An der Ostseite ist eine Gedenkschrift an die Bregenzer Opfer der nationalsozialistischen Gewaltherrschaft eingelassen. Sie wurde 1988 von der Stadt gestiftet.
Kircheninneres
Die Kapelle ist ein einschiffiger Betraum, der durch Pilaster gegliedert ist. Darüber ist Stichkappentonnengewölbe. Der 3/8-Chor ist eingezogen und weist Stichkappengewölbe auf. Die Empore ruht auf zwei Säulen.

## Ausstattung
Der Hochaltar ist ein Renaissance-Schrein von 1615. Dieser wurde von Esaias Gruber dem Jüngeren geschaffen und stand ursprünglich in Schloss Hofen. Im Mittelschrein steht eine Kruzifix-Gruppe mit der Schmerzensmutter. Im Aufsatz sind Figuren der Heiligen Johannes der Täufer und Johannes (Evangelist) aufgestellt. Am geraden Gebälk befinden sich zwei Wappenkartuschen. In den Rechtecknischen rund um die Kruzifix-Gruppe sind Gipsabdrücke, die die Passion Christi darstellen. Die originalen Holzreliefs werden heute großteils im vorarlberg museum aufbewahrt. Sie entstanden um 1515 in Antwerpen.
Der linke Seitenaltar ist ein Viersäulenaufbau mit zwei gedrehten Säulen aus der Zeit um 1700. Das Gemälde stellt die Auferstehung Christi dar, im Aufsatzbild ist die Kreuzigung zu sehen. Auf den Gebälkstücken sitzen zwei Engel.
Das rechte Seitenaltarbild zeigt Maria mit dem heiligen Hilarius. Der heilige Hilarius war der Patron der Schlacht von 1408. Im Bild sind außerdem die Heiligen Georg, Nikolaus und Leonhard dargestellt. Das Bild wurde von Philipp Albert Zehender gemalt.
In einer Nische an der Rückwand der Kapelle befindet sich ein in Ton modellierter Kopf des Apostels Judas Thaddäus, geschaffen vom Bregenzer Barockbildhauer Franz Anton Kuen. Außerdem befindet sich das Grabmal der Familie Deuring im Inneren der Kirche.

## Orgel
Die Orgel wurde 1900 von den Gebrüdern Mayer errichtet.

## Glocken
Die Glocken sind auf c'' und es'' gestimmt. Sie stammen von Hans Schnitzer, Kemptem (1618) und Hamm & Hartner, Grödig (1954).